# Зелените хълмове на Земята
Зелените хълмове на Земята (на английски: The Green Hills of Earth) е сборник кратки произведения от серията „Бъдещи истории“ на Робърт Хайнлайн. В САЩ е издаден за първи път през 1951 г.

## Издания на български език
- 1986 - Издателство: „Георги Бакалов“. Превод: Виолета Чушкова.[1]

### 1986
Съдържание:
- Предговор: Писателят фантаст „най“ – Агоп Мелконян
- Неприятната професия на Джонатан Хоуг (The Unpleasant Profession of Jonathan Hoag, 1942) – новела
- Линията на живота (Life-Line, 1939) – разказ
- И постои той чуден дом (And He Built a Crooked House, 1941) – повест
- Далила и космическият строител
- Космически жокей
- Чудно хубаво е да се завърнеш у дома
- Реквием (Requiem, 1940) – разказ
- Дългата вахта
- Зелените хълмове на Земята